# Àpsines
|  | Per a altres significats, vegeu «Àpsines (desambiguació)». |

Àpsines (grec antic: Ἀψίνης, sovint anomenat ὁ Γαδαρεύς 'de Gàdara', ὁ Φοῖνιξ 'el fenici' i ὁ Ἀθηναῖος 'l'atenès') va ser un sofista, gramàtic i orador de l'antiga Grècia originari de Gàdara, a Celesíria. S'ha conservat una sola obra seva, un tractat sobre retòrica.

## Vida
Va estudiar a Esmirna amb el rètor Heraclides, i més tard a Nicomèdia amb el sofista Basílic, molt interessat en l'estudi de Demòstenes. A partir del segon quart del segle iii, Àpsines es va establir a Atenes, on va ser especialment actiu i va coincidir amb els sofises Màior i Nicàgores. A Atenes, va ser mestre de Gaià, es va fer particularment amic de Filòstrat (qui elogiava la força de la seva paraula i la seva memòria) i va rivalitzar amb Frontó d'Èmesa. Durant el regnat de Maximí el Traci (235-238) va obtenir l'honor del consolat, i va morir, raonablement a Atenes, poc després del regnat de Filip l'Àrab (244-249).
Va tenir un fill, nascut a Atenes, de nom Onàsim, que també exercí de sofista i escrigué una obra, que no s'ha conservat, intitulada τέχνη δικανική, dedicada al seu fill Àpsines, anomenat en referència a l'avi.

## Obra
Com a retòric i gramàtic, va escriure nombroses obres, la major part perdudes, entre les quals ζητήματα, μελέται i περὶ σχημάτων. Una altra obra, περὶ τῶν ἐσχηματισμένων προβλημάτων, molt breu i enfocada a les proposicions, figura en alguns manuscrits d'Àpsines, però molt mutilada i corrupta, amb nombroses interpolacions d'un text d'Hermògenes i amb parts importants perdudes.
La seva obra més important i única que s'ha conservat porta per títol Περὶ τῶν μέρων τοῦ πολιτικοῦ λόγου τέχνη, és a dir, Art de les parts del discurs polític. De tota manera, aquest text també es troba força modificat, amb interpolacions, abreujaments, supressions i correccions que n'alteraren la forma original.